# 元武宗
元武宗海山（1281年8月4日—1311年1月27日），孛儿只斤氏，是中国元朝第3位皇帝及蒙古帝国的第7位大汗，于公元1307年6月至1311年1月在位近4年。1309年2月，群臣为其上汉文尊号统天继圣钦文英武大章孝皇帝。其逝世后，上謚號仁惠宣孝皇帝，廟號武宗，蒙古语称曲律皇帝。元武宗是其前任皇帝元成宗铁穆耳之侄，其父系元世祖忽必烈太子真金的次子答剌麻八剌。虽然武宗没有直接传位给自己的后代，但其两个儿子仍然在后来都做了皇帝（元明宗和元文宗）。

## 生平
武宗為真金次子答剌麻八剌的次子兼嫡長子。1299年，海山接受元成宗的命令统兵漠北，负责同西北窝阔台汗国的君主海都和察合台汗国君主笃哇作战，多立戰功，为元朝结束和西北宗王的战争，以及1303年四大汗国全部承认元朝宗主地位做出了重要贡献。因为战功被封为懷寧王。
大德十一年正月初八（1307年2月10日），元成宗鐵穆耳病逝，儲位虛懸。成宗的卜鲁罕皇后下命垂簾聽政，命安西王阿難答輔政。海山回大都奔喪，其弟愛育黎拔力八達與右丞相哈剌哈孫合謀发动政变，囚禁卜鲁罕皇后和安西王阿難答，宣布擁立在外拥有重兵的海山為帝，是為元武宗，海山即位后追封其父答剌麻八剌為元順宗。
大德十一年五月二十一日（1307年6月21日），武宗在上都大安阁即位，之後处死伯牙吾·卜鲁罕皇后和阿難答，并更換了成宗时期的大臣，封其弟愛育黎拔力八達為皇太弟。在位只得四年，其间大興土木，建筑中都城，派军士千餘人及大量民工修建五台山華佛寺，又令喇嘛翻譯佛經，并曾想规定凡毆打西僧者截其手，罵西僧者斷其舌，但在其弟愛育黎拔力八達劝告下取消。
大德十一年七月十九日（1307年8月17日），元武宗下诏加封“至圣文宣王”孔子为“大成至圣文宣王”。
至大元年（1308年）五月，白蓮教被禁止。
至大元年（1308年），元武宗派遣月鲁出使钦察汗国，册封钦察汗脱脱为宁肃王。
至大二年（1309年），元朝和察合台汗国联手灭亡窝阔台汗国，元朝取得窝阔台汗国北部，察合台汗国取得窝阔台汗国南部。
至大二年（1309年）九月，武宗为摆脱财政危机，印發至大銀鈔，导致至元钞大为贬值。元廷将银钞從二釐到二兩分為十三等，並在各路、府、州、縣設常平倉平抑物價，又將中書省宣敕、用人的權力劃歸尚書省。
至大四年正月初八日（1311年1月27日），因沉耽淫乐、酗酒过度，武宗病逝於大都玉德殿，年仅三十岁，葬於起輦谷。
至大四年三月十八日（1311年4月7日），其弟太子愛育黎拔力八達（元仁宗）即位，廢除一切新政。
至大四年六月二十四日（1311年7月10日），元仁宗为海山上謚號仁惠宣孝皇帝，廟號武宗，蒙古语称号曲律皇帝。

## 尊号
至大二年正月初七日（1309年2月17日），皇太子、诸王、百官为元武宗上尊号统天继圣钦文英武大章孝皇帝。
《皇帝尊号玉册文》，内容如下：
维至大二年、正月乙酉朔、越七日辛卯，皇太子、中书令、枢密使臣某谨率中外文武百僚顿首顿首，谨言：
    
昔我世祖既平炎赵，质之于书，幅员广长，振古无伦，覆焘之下，八纮万国，莫敢不庭。何独一王，西北岸然，凭道阻修，方命正朔，德绥之而不挚，威董之而不詟。夫岂不能声罪致罚，深入其地，终以圣仁亲其宗亲，包荒有年。成宗继序，愤久骜顽，天鉴昭明，于裕皇孙独异陛下，授以太祖皇帝信宝，抚军漠北，是固以张足付神器之本。时未及冠，承命即行，其视万里莽阒寒冽之乡，不远不难，如堂适庭。至则奖厉诸军，修明法制，简拔果毅，均苦分劳，解衣燠寒，推食饫饥，洸洸汔汔，士气日作。睿算伐谋，待寇岁至，夺人以先，身践戎行，霆驰电击，大北其群。虚己不矜，日慎一日，始终十年，不狃屡胜。狂狡不惩，悉锐来加，当以选锋，伺间出奇，尽袭辎重，仿佛无归，度不能军，耄倪累累，降口百万，致兹敉宁。平四十年未靖之梗，成两祖宗未究之志。天下人闻其风声，思睹天光者，颙颙翘翘，九围一心。握是乾符，归正宸极，弛武事之夙习，洽新化以文治。立爱自亲，曾未旬浃，上尊太后，问安以时，下建储宫，庶政是先。又举列圣未遑之典，钦崇元祀，玉瓒黄流，荐祼太室。还跸龙兴，徘徊太祖龙旂九斿，劗金于斯，肇基帝业，为城中都。又以孔子垂范百王，将二千年，而显谥未称，加大成于至圣文宣王上。立劳于军，与凡廷臣悉大赉之。间岁不登，既赈既恤，虞施未博，民罹罪罟，再肆大宥。至德难名，赫赫巍巍，惟天为大，挂一漏万，井观如斯。求可尽臣下归美报上者，惟是徽称。谨奉玉册玉宝，上尊号曰统天继圣钦文英武大章孝皇帝。

钦惟陛下立心，天地立极，生民茂对鸿名于亿万年。

## 武宗实录
至大四年五月初五日（1311年5月23日），元仁宗命翰林国史院纂修先帝（元武宗）实录及累朝皇后、功臣列传，俾百司悉上事迹。
皇庆元年十月二十六日（1312年11月25日），翰林学士承旨玉连赤不花等向元仁宗进呈《顺宗实录》、《成宗实录》、《武宗实录》。其中，《武宗实录》包括《武宗皇帝实录》50卷，《事目》7卷，《制诏录》3卷，总计60卷。明朝初年史官修《元史》，参照实录修成《武宗本纪》2卷，《武宗实录》今已失传，其主干内容保存在《武宗本纪》中。
玉连赤不花等《进三朝实录表》，内容如下：
一人御极，聿严金匮之藏；三后在天，实监玉堂之纪。粤若稽古，克底成书。钦惟皇帝陛下孝友慈仁，温文睿哲。统之垂，业之创，念昔继承；功以著，德以彰，在兹纂录。首崇笔削之任，式宏龟鉴之图。臣等职忝禁林，才非良史。系年系月，岂足尽于先朝；作典作谟，庶有征于今日。臣等以所编成《顺宗皇帝实录》一卷，《成宗皇帝实录》五十六卷，《事目》十卷，《制诏录》七卷，《武宗皇帝实录》五十卷，《事目》七卷，《制诏录》三卷，总计一百三十四卷，缮写已毕，谨具进呈。

## 武备废弛
由于日本拒绝向元朝称臣，元朝下令增加日货税收，日本不满，后来虽然减少关税，但仍然对日商检查甚严。
至大元年（1308年）日本商船焚掠庆元，官军不能敌。
至大四年（1311年）十月，以江浙省尝言：“两浙沿海濒江隘口，地接诸番，海寇出没，兼收附江南之后，三十余年，承平日久，将骄卒情，帅领不得其人，军马安量不当，乞斟酌冲要去处，迁调镇遏。“枢密院官议：“庆元与日本相接，且为倭商焚毁，宜如所请，其余迁调军马，事关机务，别议行之。”。

## 家庭

### 父母
- 答剌麻八剌，1286年真金太子去世后元世祖本打算立为皇太子，但因病1292年去世，1307年元武宗追尊为皇帝，为答剌麻八剌上廟號順宗，汉文諡號昭聖衍孝皇帝。
- 答己王妃，1307年元武宗登基后尊为皇太后，1311年元仁宗登基后继续尊为皇太后，1320年元英宗登基后尊为太皇太后，1322年病逝，1323年元英宗上谥号昭献元圣皇后

### 兄弟姐妹
- 魏王阿木哥，郭妃所生，1307年元武宗即位，封为魏王，赐兽纽金印。1311年元仁宗赐钞二万锭，1312年，赐庆元路定海县六万五千户为食邑。不久因为获罪贬谪到高丽耽罗岛，后来贬谪到高丽大青岛，后来因涉嫌谋反被贬谪到山西大同。1324年，元泰定帝将阿木哥召回京师，1324年六月去世。长子阿鲁，1330年被元文宗封为西靖王，出镇陕西；次子孛罗帖木儿，1324年袭封魏王，1353年在河南因为疏于防范被红巾军所杀。
- 三弟：元仁宗爱育黎拔力八达，生母答己王妃，1311年即位称帝，1320年去世
- 鲁国公主 祥哥剌吉（约1283-1331年），生母答己王妃，下嫁碉阿不拉，1307年元武宗即位，封鲁国大长公主，1311年元仁宗即位，进号皇姐大长公主。热衷书画收藏，有“皇姊图书”印，中国历史上第一位女收藏家。

### 妻妾
- 真哥皇后，1327年元泰定帝追谥宣慈惠圣皇后
- 速哥失里皇后，元世祖察必皇后之父按陈的从孙哈兒只之女，是真哥皇后的从妹
- 亦乞烈妃子，1329年元明宗追谥仁献章圣皇后
- 唐兀妃子，1329年元文宗追谥文献昭圣皇后

### 儿子
- 元明宗和世㻋，生母是亦乞烈妃子
- 元文宗图帖睦尔，生母是唐兀妃子

## 相關史料
- 《大元圣政国朝典章》，简称《元典章》，元英宗在位后期（1322年—1323年）官修政书，收录1234年—1322年元朝各地地方官吏会抄的有关政治、经济、军事、法律等方面的圣旨条画、律令格例以及司法部门所判案例的汇编，分为前集和新集，史實多為《元史》所不載。
- 《大元通制》，1323年元英宗颁布的元朝第二部法律，现存残本收录1234年—1316年元朝官方颁布的关于法律方面的圣旨条画、律令格例以及司法部门所判案例的汇编，史实多为《元史》所不载。
- 《至正条格》，1346年元順帝颁布的元朝第三部法律，现存残本收录1260年—1344年元朝官方颁布的关于法律方面的圣旨条画、律令格例以及司法部门所判案例的汇编，史实多为《元史》所不载。
- 《元史·武宗本紀》 （页面存档备份，存于），明朝官修正史
- 《新元史·武宗本纪》 （页面存档备份，存于），民国官修正史
- 《续资治通鉴》 （页面存档备份，存于），清朝史学家毕沅撰写。
- 《元史类编》，清朝史学家邵远平撰写。
- 《元史新编》，清朝史学家魏源撰写。
- 《元书》，清朝史学家曾廉撰写。
- 《蒙兀儿史记》，清末民初史学家屠寄撰写。

## 評價
- 明朝官修正史《元史》宋濂等的評價是：“武宗当富有之大业，慨然欲创治改法而有为，故其封爵太盛，而遥授之官众，锡赉太隆，而泛赏之恩溥，至元、大德之政，于是稍有变更云。”[7]

- 清朝史学家邵远平《元史类编》的評價是：“册曰：北藩入嗣，三宫协和；慨然创治，爵滥赏阿；貮省乱政，令教繁讹；有为何裨，变政已多。”[8]

- 清朝史学家毕沅《续资治通鉴》的評價是：“帝承世祖、成宗承平之业，慨然欲创制改法；而封爵太盛，多遥授之官，锡赉太优，泛赏无节。至元、大德之政，于是乎变。”[9]

- 清朝史学家魏源《元史新编》的評價是：“武宗始以怀宁王总兵漠北和林，与叛王海都劲敌对垒，屡摧其锋，中间几濒险危，披坚陷阵，威震遐荒，可谓天潢之杰出，天授之雄武矣。入绍大统，谓有宏图，而始终误听宵人，以立尚书省为营利之府，何哉？夫世祖立制，以天下大政归于中书省，任相任贤，责无旁贷。故小人欲变法，忌中书不便于己，则必别立尚书省以夺其权。阿合马、桑哥之徒相继乱政，毒流海内，是以世祖深戒前辙，不复再蹈。乃当席丰履厚之余，慨然欲变更至元、大德之旧。封爵太盛，而遥授之官多；锡赉太侈，而滥赏之卮漏。母后市恩左右，挠其恭俭，于是言利之臣迎合攘袂，以争利权。虽柄操自上，不至如阿合马、桑哥之甚，而仁心仁闻渐蔽于功利，几同于宋之熙、丰。故仁宗绍统，翻然诛殛，尽复旧章。盖变法不得其人，则不如勿薬之尚得中医也。又攷陶九仪《元氏掖庭记》，则琼岛水嬉之华，月殿霓裳之豔，亦自帝大滥其觞，而《本纪》讳之，不载一字，亦英雄酒色之通病欤！惟授受之际，坚守金匮传弟之盟，虽有内侍李邦宁，怂恿离间，帝言：‘朕志已定，汝自往东宫言之。’斯则磊落光明，胜宋太宗万万。综计始末，固不失为一代之英主焉。”[10]

- 清朝史学家曾廉《元书》的評價是：“论曰：武宗擐甲临边，至登大位，宜有雄武之风，而颓然晏安，惟鞠蘖芗泽之为乐，元业自是衰矣。遂至鼎鼐充庭，名器之贱如履。而欲后人惜其敝袴，得乎？易日负且乘致寇至，武宗启之矣。”[11]

- 民国史学家屠寄《蒙兀儿史记》的評價是：“海山汗滥赏淫威，非恭俭之主也。明知尚书省貮政病民，排众议而立之。更钞铸钱，将以理财，而财政愈紊，前史称其慨然欲有所为，然郊天、祀孔、亲享太庙，诸虚文外，无足纪者。惟终身远铁木迭儿，虽以母后之命，不使得预朝政。由后校之，殆有所先见矣。若乃三宫协和，始终不受谗慝。其自处骨肉之间，盖亦有道焉尔。”[12]

- 民国官修正史《新元史》柯劭忞的評價是：“武宗舍其子而立仁宗。与宋宣公舍与夷而立穆公无以异。公羊子曰：朱之乱，宣公为之。然则英宗之弑，文宗之篡夺，亦帝为之欤！《春秋》贵让而不贵争，公羊子之言过矣。帝享国日浅，滥恩幸赏无一善之可书。独传位仁宗，不愧孝友。其流祚于子孙宜哉。”[13]

## 延伸阅读
[在维基数据编辑]
 《元史/卷022》，出自宋濂《元史》
 《元史·卷023》，出自宋濂《元史》
 《新元史/卷015》，出自柯劭忞《新元史》